# 趙宗軌
趙宗軌（1521年—？），字希清，號西塘，直隸河間府滄州人，竈籍，明朝政治人物。

## 生平
嘉靖二十八年（1549年）己酉科順天府鄉試第九十四名舉人。嘉靖三十二年（1553年）中式癸丑科會試第六十六名，三甲第二百九十五名進士。吏部观政，授工部主事，升员外、郎中、山东佥事。

## 家族
曾祖趙瑄；祖父趙子榮；父趙濟，訓導。前母程氏；母強氏。慈侍下。弟赵宗鼎。